# Тихая улица (Чернигов)
Тихая улица (укр. Тиха вулиця) — улица в Новозаводском районе города Чернигова. Пролегает от улицы Князя Чёрного до тупика и от улицы Толстого до тупика, исторически сложившаяся местность (район) Елецкая Гора, Лесковица.
Примыкают улица Елецкая и Тихий переулок.

## История
Тихая улица проложена от Воздвиженской до Подмонастырской — вдоль восточной стены Елецкого Успенского монастыря. Затем была присоединена Волчая улица, которая пролегала от Подмонастырской на юго-восток до тупика. Тихая и Волчая улицы обозначены на «Плане города Чернигова 1908 года».
После вхождения в черту города Чернигова села Бобровица в декабре 1973 года, появилась ещё одна Тихая улица, которая в апреле 1974 года была переименована на Улица  Братьев Гарам.

## Застройка
Улица пролегает в юго-восточном направлении и разделена на два напрямую несвязанных участка. На первом участке длиной 170 м расположен только один 4-этажный дом (№ 1). На втором участке длиной 270 м парная и непарная стороны улицы заняты усадебной застройкой, при чём нумерация начинается с №№ 4 и 9. Второй участок улицы расположен в пойме реки Десна. В конце улица имеет перпендикулярно примыкающий участок длиной 470 м, ведущий к домами улицы: на западном участке нумерация домов парная, восточном — непарная.
По названию улицы именуется Тихий переулок длиной 220 м — от Тихой улицы (второй участок) до тупика. Занят усадебной застройкой. 
Учреждения: нет
Есть ряд рядовых исторических зданий, что не являются памятниками архитектуры или истории: 5 усадебных домов.